# مریدان (رشت)
مریدان ، روستایی از توابع بخش خشکبیجار شهرستان رشت در استان گیلان ایران است.

## جمعیت
این روستا در دهستان نوشرخشکبیجار قرار دارد و براساس سرشماری مرکز آمار ایران در سال ۱۳۸۵، جمعیت آن ۶۶۴ نفر (۱۸۱خانوار) بوده‌است.